# Коман, Виктор
Виктор Коман (родился в 1954 г.) — американский писатель фантастики и фэнтези, агорист. Трижды обладатель премии «Прометей», Коман весьма известен в либертарианской среде. Владелец издательства KoPubCo.
Коман издал многие труды Сэмюэля Конкина в своём издательстве KoPubCo. Также написал (под псевдонимом) памфлеты про глоамингеризм, помещённые в качестве послесловия в издание 1999 года в мягкой обложке романа Дж. Нейла Шульмана «Alongside Night».

## Избранные произведения
- Saucer Sluts (1980)
- The Jehovah Contract (1987)
- Solomon's Knife (1989)
- Kings of the High Frontier (1996)
- Death's Dimensions: A Psychotic Space Opera (1999)